# Himne nacional de la República de la Xina
L'Himne nacional de la República de la Xinamostra com la visió i les esperances d'una nova nació i del seu poble poden i han de ser aconseguides i mantingudes usant els Tres Principis del Poble. Informalment, la cançó és coneguda com a "Sant Min Chu-i" o "Tres Principis del Poble" degut al primer vers, però aquesta denominació mai és usada en ocasions formals o oficials.

## Història
El text del "Himne Nacional de la República de la Xina" va ser producte de la col·laboració entre diversos membres del Guomindang (KMT):
- Hu Hanmin (胡漢民 Hú Hànmín),
- Tai Chi-t'ao (戴季陶; Dài Jìtáo),
- Liao Chung-k'ai (廖仲愷 Liáo Zhōngkǎi)
- Shao Yüan-ch'ung (邵元沖 Shào Yuánchōng).

El text va aparèixer per primera vegada el 16 de juliol de 1924 a l'inici d'un discurs realitzat per Sun Yat-sen en la cerimònia inaugural de l'Acadèmia Militar Whampoa.
Després de l'èxit de l'Expedició del Nord, el Guomindang va triar el text perquè fos l'himne del partit i públicament es va sol·licitar música per a acompanyar-lo. Ch'eng Mao-yün (程懋筠; Chéng Màoyún) va guanyar en un concurs de 139 participants.
El 24 de març de 1930, diversos membres del Guomindang van proposar usar el discurs de Sun com la lletra de l'himne nacional. A causa de l'oposició sobre usar un símbol d'un partit polític per a representar a la nació sencera, es va crear el Comitè per a la Recerca i Edició de l'Himne Nacional, el qual va acceptar l'himne del Guomindang. El 3 de juliol de 1937, el Comitè Central Permanent va aprovar la proposta, i el 1943, els "Tres Principis del Poble" oficialment es va convertir en l'himne nacional de la República de la Xina.

## Ús a Taiwan
L'himne en general és entonat en ocasions importants com a graduacions i cerimònies d'hissada de bandera, però durant molts anys era tocat abans de la presentació de les pel·lícules en els teatres. La cançó solia ser usada per a identificar a immigrants il·legals que arribaven de Fujian a Taiwan pel fet que ells no eren capaços de cantar l'himne. El mètode va deixar de practicar-se ja que els immigrants s'aprenien la cançó abans de creuar l'estret.
Com la cançó era originalment l'himne del Guomindang (KMT) i va néixer a la Xina continental com un discurs per a l'Acadèmia Militar de Whampoa (una escola militar fundada pel KMT), aquells que secunden fermament la independència de Taiwan s'han oposat al seu ús com l'himne nacional. Per a ells, la frase "el nostre partit" (吾黨) és pres per a referir-se al KMT. La interpretació moderada interpreta "el nostre partit" (吾黨) per a tenir un significat general, com "nosaltres", tal com era el significat original en xinès abans de l'existència dels partits polítics, on la paraula es refereix a un grup de persones relacionades per ideologies similars o per beneficis comuns.
El Partit Democràtic Progressista ha acceptat l'actual himne nacional de la República de la Xina però sovint l'entonen en un context molt taiwanès, com que sigui cantat per un cor d'aborígens taiwanesos o en taiwanès (Min Nan) o en Hakka.
Està prohibida la seva reproducció a la Xina continental i encara que no està formalment prohibida a Hong Kong i a Macau, la seva reproducció pública en aquests llocs és poc comú. En la inauguració de Chen Shui-bian l'any 2000, l'himne nacional va ser cantat per la popular cantant taiwanesa A-mei, la qual cosa va portar al fet que li prohibissin l'ingrés a la Xina continental per uns mesos.
En esdeveniments internacionals com els Jocs Olímpics no se li permet a Taiwan l'ús del seu nom oficial (República de la Xina) i se l'obliga a usar el de la Xina Taipei en el seu lloc. És més, la Cançó Nacional de la Bandera és reproduïda en lloc de l'Himne Nacional de la República de la Xina a causa de la pressió per part de la República Popular de la Xina sobre l'estatus polític de Taiwan.